# Cynanchum mexicoense
Cynanchum mexicoense är en oleanderväxtart som beskrevs av Ping Tao Li. Cynanchum mexicoense ingår i släktet Cynanchum och familjen oleanderväxter. Inga underarter finns listade i Catalogue of Life.